# فرانک داوید
فرانک داوید (انگلیسی: Franck David؛ زادهٔ ۲۱ مارس ۱۹۷۰) قایقران قایق بادبانی اهل فرانسه است.